# Crato Esporte Clube
El Crato Esporte Clube es un equipo de fútbol de Brasil que juega en el campeonato Cearense de Serie C, la tercera división del Estado de Ceará.

## Historia
Fue fundado el 19 de noviembre de 1997 en el municipio de Crato, Ceará como participante en la segunda división estatal un año después. Un año después logra el ascenso al Campeonato Cearense en donde permaneció hasta 2001 cuando desciende.
Pasaron ocho años para que el club retornara al Campeonato Cearense, durando en esta ocasión cinco temporadas hasta que desciende en 2014 tras ganar un solo partido. En ese lapso de tiempo logra jugar la Copa Fares Lopes por primera vez siendo eliminado en los cuartos de final. En 2017 desciende a la serie C estatal tras tres temporadas en la segunda división, aunque solo duraría un año en la tercera división estatal.
El club tuvo dos ascensos consecutivos que lo llevaron de nuevo al Campeonato Cearense, logrando en 2021 por primera vez clasificar al Campeonato Brasileño de Serie D para la temporada 2022 y pasó a ocupar un lugar entre los mejores 15 de la clasificación histórica del Campeonato Cearense.